# Муслиманско певачко друштво „Братство” Пирот
Муслиманско певачко друштво "Братство" Пирот је певачко друштво које је основано у Пироту.

## Историјат
Иницијатива за оснивање муслиманског певачког друштва је потекла од Милете Реџеповића који је постао и први председник друштва. Основни мотив за стварање оваквог друштва јесте заправо дискриминација према ромској националној заједници која није била адекватно укључена у друштвени живот Пирота. 
Основано је 6. октобра 1926. а престало је са радом 1930. Од почетка је било аматерско друштво које се издржавало од чланарине и од добротворних прилога. 
У почетку рада, ово друштво је имало око седамдесет чланова. Први хоровоша је био Милан Џунић звани Слепи Милча. Друштво је после пар месеци са Џунићем на челу, имало свој први наступ. Почетком 1927. године су имали наступ у хотелу Национал. После броје своје наступе и у хотелу Еснаф који је био углавном резервисан за хористе певачког друштва Успеније. 
Само у току 1928. године је друштво у Белој Паланци организовало шест изведби које су одушевиле становништво, ненавикнуто на тако интензивна музичка дешавања. 
Друштво је наплаћивало чланарину само 5 динара месечно и то је један од разлога зашто се ово друштво није дуго задржало на репертоару пиротске сцене. Већ 1930. године, ово друштво је престало са радом остављајући иза себе видљив траг.